# Chieri '76 Volleyball 2019-2020
Questa voce raccoglie le informazioni riguardanti il Chieri '76 Volleyball nelle competizioni ufficiali della stagione 2019-2020.

## Stagione
La stagione 2019-20 è per il Chieri '76 Volleyball, con la denominazione sponsorizzata di Reale Mutua Fenera Chieri, la seconda consecutiva in Serie A1: nonostante la squadra fosse retrocessa in Serie A2 al termine della stagione 2018-19, viene ripescata nella massima divisione. Come allenatore la scelta cade su Giulio Bregoli, mentre la rosa è del tutto rinnovata con le uniche conferme di Jordyn Poulter, Elena Perinelli e Yasmina Akrari: tra i nuovi acquisti quelli di Stephanie Enright, Kaja Grobelna, Francesca Bosio, Amber Rolfzen e Anastasia Guerra e tra le cessioni quelle di Gulia Angelina, Gyselle de la Caridad, Sara De Lellis, Barbara Đapić e Ana Starčević.
Il campionato si apre con il successo sulla Wealth Planet Perugia a cui segue prima una serie di risultati altalenanti, poi tre sconfitte consecutive: nelle ultime cinque giornate del girone di andata il club di Chieri ottiene il successo in due incontri, chiudendo all'ottavo posto, l'ultimo utile per qualificarsi alla Coppa Italia. Il girone di ritorno comincia con due stop, per poi continuare con tre successi di fila; dopo la sconfitta alla diciannovesima giornata ad opera della Savino Del Bene, il campionato viene prima sospeso e poi definitivamente interrotto a causa del diffondersi in Italia della pandemia di COVID-19: al momento dell'interruzione la squadra stazionava al settimo posto in classifica.
L'ottavo posto al termine del girone di andata della Serie A1 2019-20 parmette alla compagine piemontese di accedere alla Coppa Italia: tuttavia il Chieri '76 viene sconfitto ai quarti di finale dall'Imoco, venendo eliminata.

## Organigramma societario
Area direttiva
- Presidente: Filippo Vergnano

Area tecnica
- Allenatore: Giulio Bregoli
- Allenatore in seconda: Marco Sinibaldi
- Assistente allenatore: Marco Rostagno
- Scout man: Emanuele Aime

Area sanitaria
- Medico: Francesco Lancione, Giuseppe Ronco
- Fisioterapista: Gianfranco Cumino, Giorgia Valetto
- Preparatore atletico: Davide Partegiani

## Rosa
| N° | Nome              | Ruolo | Data di nascita   | Nazionalità sportiva |
| -- | ----------------- | ----- | ----------------- | -------------------- |
| 1  | Jordyn Poulter    | P     | 31 luglio 1997    | Stati Uniti          |
| 3  | Elena Perinelli   | S     | 27 giugno 1995    | Italia               |
| 4  | Francesca Bosio   | P     | 7 agosto 1997     | Italia               |
| 5  | Amber Rolfzen     | C/O   | 25 agosto 1994    | Stati Uniti          |
| 6  | Alessia Lanzini   | L     | 28 agosto 1981    | Italia               |
| 7  | Stephanie Enright | S     | 15 dicembre 1990  | Porto Rico           |
| 8  | Kaja Grobelna     | O     | 4 gennaio 1995    | Belgio               |
| 10 | Chiara De Bortoli | L     | 28 luglio 1997    | Italia               |
| 11 | Kertu Laak        | O     | 21 febbraio 1998  | Estonia              |
| 12 | Anastasia Guerra  | S     | 15 ottobre 1996   | Italia               |
| 18 | Yasmina Akrari    | C     | 31 agosto 1993    | Italia               |
| 19 | Alessia Mazzaro   | C     | 19 settembre 1998 | Italia               |
| 21 | Annick Meijers    | S     | 23 marzo 2000     | Paesi Bassi          |

## Mercato
| Acquisti | Acquisti          | Acquisti          | Acquisti   |
| R.       | Nome              | da                | Modalità   |
| -------- | ----------------- | ----------------- | ---------- |
| L        | Chiara De Bortoli | Club Italia       | definitivo |
| L        | Alessia Lanzini   | CUS Torino        | definitivo |
| O        | Kertu Laak        | Viesti Salo       | definitivo |
| C        | Alessia Mazzaro   | Savino Del Bene   | definitivo |
| S        | Annick Meijers    | Talent Team       | definitivo |
| P        | Francesca Bosio   | Cuneo Granda      | definitivo |
| S        | Stephanie Enright | Türk Hava Yolları | definitivo |
| O        | Kaja Grobelna     | UYBA              | definitivo |
| S        | Anastasia Guerra  | ASPTT Mulhouse    | definitivo |
| C/O      | Amber Rolfzen     | Saint-Raphaël     | definitivo |

| Cessioni | Cessioni              | Cessioni         | Cessioni   |
| R.       | Nome                  | a                | Modalità   |
| -------- | --------------------- | ---------------- | ---------- |
| S        | Giulia Angelina       | Filottrano       | definitivo |
| C        | Anzhelika Barysevic   | Minčanka         | definitivo |
| L        | Giulia Bresciani      | Adolfo Consolini | definitivo |
| L        | Giorgia Caforio       | Hermaea          | definitivo |
| S        | Barbara Đapić         | Békéscsabai      | definitivo |
| O        | Gyselle de la Caridad | Chemik Police    | definitivo |
| P        | Sara De Lellis        | Due Principati   | definitivo |
| C        | Samantha Middleborn   | ?                | definitivo |
| S        | Ana Starčević         | Târgoviște       | definitivo |
| S        | Elisa Tonello         | San Giorgio      | definitivo |

## Risultati

### Serie A1

#### Girone di andata
| 1ª giornata - 13 ottobre 2019 PalaMaddalene, Chieri         | Chieri '76        | 3 - 1 | Wealth Planet Perugia | 25-23, 25-19, 22-25, 25-15       |
| 2ª giornata - 20 ottobre 2019 PalaPiantanida, Busto Arsizio | UYBA              | 3 - 0 | Chieri '76            | 25-15, 25-19, 25-19              |
| 3ª giornata - 27 ottobre 2019 PalaMaddalene, Chieri         | Chieri '76        | 3 - 1 | VolAlto Caserta       | 25-23, 22-25, 25-21, 25-13       |
| 4ª giornata - 31 ottobre 2019 PalaMaddalene, Chieri         | Chieri '76        | 0 - 3 | San Casciano          | 21-25, 23-25, 22-25              |
| 5ª giornata - 2 novembre 2019 PalaCastagnaretta, Cuneo      | Cuneo Granda      | 1 - 3 | Chieri '76            | 25-23, 12-25, 23-25, 23-25       |
| 6ª giornata - 10 novembre 2019 PalaMaddalene, Chieri        | Chieri '76        | 2 - 3 | Savino Del Bene       | 25-15, 19-25, 23-25, 25-20, 9-15 |
| 7ª giornata - 17 novembre 2019 PalaTriccoli, Jesi           | Filottrano        | 3 - 1 | Chieri '76            | 25-21, 25-22, 23-25, 25-23       |
| 8ª giornata - 20 novembre 2019 PalaMaddalene, Chieri        | Chieri '76        | 0 - 3 | Casalmaggiore         | 21-25, 20-25, 15-25              |
| 9ª giornata - 12 dicembre 2019 PalaTerdoppio, Novara        | AGIL              | 1 - 3 | Chieri '76            | 22-25, 25-19, 20-25, 23-25       |
| 10ª giornata - 8 dicembre 2019 PalaMaddalene, Chieri        | Chieri '76        | 0 - 3 | Pro Victoria          | 21-25, 24-26, 23-25              |
| 11ª giornata - 15 dicembre 2019 PalaVerde, Villorba         | Imoco             | 3 - 0 | Chieri '76            | 25-19, 25-16, 25-16              |
| 12ª giornata - 22 dicembre 2019 PalaMaddalene, Chieri       | Chieri '76        | 3 - 1 | Bergamo               | 25-23, 18-25, 25-15, 25-20       |
| 13ª giornata - 26 dicembre 2019 PalaGeorge, Montichiari     | Millenium Brescia | 3 - 2 | Chieri '76            | 12-25, 25-18, 24-26, 25-23, 15-9 |

#### Girone di ritorno
| 14ª giornata - 15 gennaio 2020 PalaEvangelisti, Perugia           | Wealth Planet Perugia | 3 - 2 | Chieri '76        | 20-25, 25-22, 25-17, 17-25, 15-12 |
| 15ª giornata - 19 gennaio 2020 PalaMaddalene, Chieri              | Chieri '76            | 0 - 3 | UYBA              | 11-25, 23-25, 21-25               |
| 16ª giornata - 26 gennaio 2020 PalaVignola, Caserta               | VolAlto Caserta       | 0 - 3 | Chieri '76        | 16-25, 17-25, 10-25               |
| 17ª giornata - 9 febbraio 2020 Nelson Mandela Forum, Firenze      | San Casciano          | 1 - 3 | Chieri '76        | 22-25, 23-25, 25-21, 20-25        |
| 18ª giornata - 12 febbraio 2020 PalaMaddalene, Chieri             | Chieri '76            | 3 - 1 | Cuneo Granda      | 22-25, 25-21, 25-23, 25-19        |
| 19ª giornata - 16 febbraio 2020 Palazzetto dello Sport, Scandicci | Savino Del Bene       | 3 - 1 | Chieri '76        | 25-19, 25-22, 23-25, 25-20        |
| 20ª giornata - 18 marzo 2020 PalaMaddalene, Chieri                | Chieri '76            | -     | Filottrano        | annullata                         |
| 21ª giornata - 1º aprile 2020 PalaRad, Cremona                    | Casalmaggiore         | -     | Chieri '76        | annullata                         |
| 22ª giornata - 5 aprile 2020 PalaMaddalene, Chieri                | Chieri '76            | -     | AGIL              | annullata                         |
| 23ª giornata - 8 marzo 2020 Palazzetto dello Sport, Monza         | Pro Victoria          | -     | Chieri '76        | annullata                         |
| 24ª giornata - 15 marzo 2020 PalaMaddalene, Chieri                | Chieri '76            | -     | Imoco             | annullata                         |
| 25ª giornata - 21 marzo 2020 Palazzetto dello Sport, Bergamo      | Bergamo               | -     | Chieri '76        | annullata                         |
| 26ª giornata - 28 marzo 2020 PalaMaddalene, Chieri                | Chieri '76            | -     | Millenium Brescia | annullata                         |

### Coppa Italia

#### Fase a eliminazione diretta
| Quarti di finale - 29 gennaio 2020 PalaVerde, Villorba | Imoco | 3 - 0 | Chieri '76 | 25-21, 25-12, 25-14 |

## Statistiche

### Statistiche di squadra
| Competizione | Punti | In casa | In casa | In casa | In trasferta | In trasferta | In trasferta | Totale | Totale | Totale |
| Competizione | Punti | G       | V       | P       | G            | V            | P            | G      | V      | P      |
| ------------ | ----- | ------- | ------- | ------- | ------------ | ------------ | ------------ | ------ | ------ | ------ |
| Serie A1     | 27    | 9       | 4       | 5       | 10           | 4            | 6            | 19     | 8      | 11     |
| Coppa Italia | -     | -       | -       | -       | 1            | 0            | 1            | 1      | 0      | 1      |
| Totale       | -     | 9       | 4       | 5       | 11           | 4            | 7            | 20     | 9      | 12     |

G = partite giocate; V = partite vinte; P = partite perse

### Statistiche dei giocatori
| Giocatore     | Serie A1 | Serie A1 | Serie A1 | Serie A1 | Serie A1 | Coppa Italia | Coppa Italia | Coppa Italia | Coppa Italia | Coppa Italia | Totale | Totale | Totale | Totale | Totale |
| Giocatore     | P        | PT       | AV       | MV       | BV       | P            | PT           | AV           | MV           | BV           | P      | PT     | AV     | MV     | BV     |
| ------------- | -------- | -------- | -------- | -------- | -------- | ------------ | ------------ | ------------ | ------------ | ------------ | ------ | ------ | ------ | ------ | ------ |
| Y. Akrari     | 18       | 107      | 69       | 34       | 4        | 1            | 1            | 0            | 1            | 0            | 19     | 108    | 69     | 35     | 4      |
| F. Bosio      | 14       | 12       | 5        | 4        | 3        | 1            | 0            | 0            | 0            | 0            | 15     | 12     | 5      | 4      | 3      |
| C. De Bortoli | 19       | 0        | 0        | 0        | 0        | 1            | 0            | 0            | 0            | 0            | 20     | 0      | 0      | 0      | 0      |
| S. Enright    | 15       | 78       | 71       | 3        | 4        | 1            | 6            | 6            | 0            | 0            | 16     | 84     | 77     | 3      | 4      |
| K. Grobelna   | 19       | 298      | 261      | 27       | 10       | 1            | 8            | 6            | 1            | 1            | 20     | 306    | 267    | 28     | 11     |
| A. Guerra     | 18       | 163      | 138      | 15       | 10       | 1            | 5            | 4            | 1            | 0            | 19     | 168    | 142    | 16     | 10     |
| K. Laak       | 11       | 17       | 15       | 0        | 2        | 1            | 1            | 1            | 0            | 0            | 12     | 18     | 16     | 0      | 2      |
| A. Lanzini    | 11       | 0        | 0        | 0        | 0        | 1            | 0            | 0            | 0            | 0            | 12     | 0      | 0      | 0      | 0      |
| A. Mazzaro    | 15       | 85       | 63       | 15       | 7        | 1            | 2            | 1            | 1            | 0            | 16     | 87     | 64     | 16     | 7      |
| A. Meijers    | 13       | 23       | 20       | 3        | 0        | 0            | 0            | 0            | 0            | 0            | 13     | 23     | 20     | 3      | 0      |
| E. Perinelli  | 19       | 196      | 183      | 6        | 7        | 1            | 3            | 3            | 0            | 0            | 20     | 199    | 186    | 6      | 7      |
| J. Poulter    | 18       | 31       | 11       | 14       | 6        | 1            | 0            | 0            | 0            | 0            | 19     | 31     | 11     | 14     | 6      |
| A. Rolfzen    | 19       | 152      | 99       | 41       | 12       | 1            | 0            | 0            | 0            | 0            | 20     | 152    | 99     | 41     | 12     |

P = presenze; PT = punti totali; AV = attacchi vincenti; MV = muri vincenti; BV = battute vincenti